# 서지수 (1994년)
서지수(徐智秀, 1994년 2월 11일~)는 대한민국의 가수이자 배우로 걸 그룹 러블리즈의 서브보컬을 맡고 있다.

## 학력
- 임학중학교 (졸업)
- 인천세원고등학교 (졸업)
- 백석대학교 산업디자인과 (중퇴)[2]

## 생애

### 1994~2014: 젊은 시절
1994년 2월 11일 인천직할시 북구(현재의 대한민국 인천광역시 계양구)에서 태어났다. 인천세원고등학교 재학 중 친구의 권유로 춤을 접하면서 가수의 꿈을 키웠다. 서지수는 2011년 tvN 예능 《코리아 갓 탤런트》 예선에 참가하였으나 탈락하였다. 서지수는 2012년 백석대학교 산업디자인과에 합격했으나 입학 후 울림 엔터테인먼트의 오디션에 합격하여 학교를 자퇴하였다.

### 2014~현재: 러블리즈
서지수는 2014년 울림 엔터테인먼트의 8인조 걸 그룹 러블리즈의 멤버로 발탁되었다. 그러나 같은 해 11월 서지수는 다음의 여성시대 등의 인터넷 커뮤니티로부터 레즈비언을 아웃팅시키고 성관계 사실을 유포했다는 의혹을 제기받았다. 11월 9일 서지수의 소속사 울림 엔터테인먼트는 이를 허위 루머로 판단하여 작성자와 유포자를 처벌해달라는 내용의 정식 수사를 마포경찰서에 의뢰했다. 그러나 허위 루머가 확산되는 과정에서 발생된 서지수의 악화된 심리적 상태와 부정적인 여론적 반응을 고려해 11월 12일 오전 울림 엔터테인먼트는 서지수의 데뷔를 잠정 유보하였다. 2015년 5월 9일 마포경찰서는 허위 루머 유포자인 피고소인 A씨를 허위사실유포에 의한 명예훼손으로 검찰에 송치하여 구약식 기소에 벌금형을 받았으며 미성년자 B씨는 소년보호 송치 처분되었다.
서지수는 사건 해결 이후 2015년 8월 27일 러블리즈에 합류하여 EP 《Lovelyz8》을 발매하였다. 서지수는 10월 1일 Mnet 《엠카운트다운》을 통해 공식 데뷔하였다.

## 출연

### 방송
- 2011년 tvN - 《코리아 갓 탤런트》 (참가자)
- 2016년 MBC - 《진짜 사나이》

### 드라마
- 2016년 KBS2 주말연속극 《월계수 양복점 신사들》 (특별출연)
- 2019년 웹드라마 《7일만 로맨스》
- 2020년 웹드라마 《7일만 로맨스2》
- 2023년 SBS 《모범택시 2》 ... 옥주만의 연인 역 (7회~8회)

### 영화
- 2022년 《서울괴담》 - 현주 역

### 뮤직비디오
- 2022년 박정현 《다시 겨울이야》
- 2022년 한승윤 《Lovender》